# Praia de Paimó
A Praia de Paimó é uma praia marítima da Póvoa de Varzim, localizada entre a Praia da Pedra Negra e a Praia da Aguçadoura na marginal do Fieiro, na freguesia da Aguçadoura.